# Усть-Кішерть
Усть-Кіше́рть (рос. Усть-Кишерть) — присілок у складі Артинського міського округу Свердловської області.
Населення — 66 осіб (2010, 110 у 2002).
Національний склад станом на 2002 рік: росіяни — 98 %.